# Šahmaran

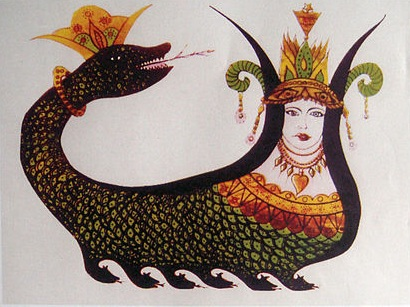
Jedno z tradičních vyobrazení Šahmaran

Šahmaran je mytická stvůra, napůl žena a napůl had, pocházející z arménského, indoíránského a turkického folklóru.

## Etymologie
Slovo Šahmaran pochází z perských výrazů Shāh (شاه) a mārān (ماران; v překladu "hadi"; sg. مار mar). Celé slovo Šahmaran doslova znamená "král hadů". 

## Popis
Šahmaran je mytická stvůra, napůl žena a napůl had. Je zobrazována se dvěma hlavami, na obou z nich nosí korunu, mající na jednom konci lidskou ženskou hlavu a na druhém hadí hlavu, možná představující falickou postavu. Lidská část stvůry je také často vyobrazována s mnoha šperky. 

## Původ
Šahmaran se objevuje ve středovýchodní literatuře, například v pohádce "Příběh o Džemlize: Podzemní královna" ze středověké sbírky Tisíc a jedna noc. Její příběh je stále velmi populární na poloostrově Malé Asie, nebo také v jihovýchodní a východní části Turecka (nejvíce v kurdských, arabských, asyřanských a tureckých komunitách).  

### Džamásp
Vzhledem ke stáří příběhu sahajícího až do doby antiky, existuje hned několik variant příběhu o Šahmaran. 
V jedné verzi příběhu se mladý muž Džamásp (persky: Jāmāsp جاماسپ)  stává prvním člověkem, se kterým se Šahmaran kdy setkala (můžeme se setkat také s variantami jména Džamps, Kamásp nebo Džamisav). Džamásp zůstal uvězněný v jeskyni poté, co se sem vydal spolu s přáteli ukrást med. Přátelé jej nechali v jeskyni samotného a Džamásp zabloudil. Rozhodl se tedy jeskyni podrobně prozkoumat, když v tom narazil na chodbu, která vypadala jako nádherná zahrada plná bíle zbarvených hadů. Spolu s nimi zde v harmonii žila jejich královna Šahmaran. Krátce po setkání se do sebe Džamásp a Šahmaran zamilovali a žili spolu v jedné z chodeb jeskyně. Šahmaran Džamáspa učila medicíně a ukázala mu mnoho léčivých bylin. I přes harmonický vztah se ale Džamáspovi stýskalo po životě na zemi a chtěl z jeskyně odejít. Šahmaran jej vyvedla z jeskyně ven pod příslibem, že nikomu neprozradí, kde žije. Od jeho odchodu uplynulo několik let.
Král města Tarsus onemocněl a vezíři zjistí, že jediné, co krále vyléčí, je maso Šahmaran. Džamásp prozradil lidem z města, kde Šahmaran žije. Podle legendy Šahmaran pravila, že je nutné ji blanšírovat v hliněné misce, maso má být podáno králi a extrakt z ní vezírům. Lidé Šahmaran vyhledali, odnesli ji do města zabili v lázni zvané "Şahmaran Hamam". Král snědl jej maso a okamžitě se uzdravil. Mezitím vezíři po vypití vody, ve které byla Šahmaran uvařena, zemřeli. Džamasp vypil vodu také, avšak nezemřel. Stal se doktorem, jelikož se Šahmaran před svou smrtí rozhodla, že svému milenci odkáže veškerou svou moudrost. 

### V knizeTisíc a jedna noc
Velice podobný příběh se vyskytuje ve sbírce povídek Tisíc a jedna nic pod titulem Královna hadů. Podle příběhu měl řecký filozof Daniel syna jménem Hasîb Karîm al-Dîn. Hlavní pointou příběhu je, že se Hasîb začal topit v nádrži na vodu, ale v nádrži jej zachránilo několik hadů, v jejich čele stála jejich vůdkyně s lidskou tváří, která se mu představila jako Džamlika, královna hadů. Hasîb chvíli žil s Džamlikou v nádrži, avšak stýskalo se mu po životě na souši. Džamlika jej varovala, že pokud se vrátí mezi smrtelníky a vstoupí do lázní, povede to k její smrti. I přes toto hrůzné proroctví Hasîb slíbil, že po odchodu na souši již nikdy do žádných lázní nevstoupí. Jak však Džamlika sama předpověděla, po nějakém čase Hasîb do lázní vstoupil, což spustilo řetěz několika událostí, které vedli k tomu, že jeden z podlých králových vezírů vylákal Džamliku z nádrže ven. Královna rezignuje na svůj osud a nařídí Hasîbovi: má být naporcována a její maso uvařeno. Vývar musí být rozlit do třech lahviček,  první lahvičku má vypít vezír, Hasîb se musí napít z druhé.Vezír se napil z první lahvičky a okamžitě zemřel, zatímco Hasîb po vypití své lahvičky získal vědomosti o přírodovědě. 

## Historické odkazy
V 60. a 70. letech 20. století byly v Tepe Yahya v Íránu nalezeny pozůstatky lázní z doby železné, které jsou spojovány s legendou o Šahmaran. 
V na jihu Turecka ve městě Adana se nachází hrad Yılankale (Hadí hrad), který je v okolí znám jako sídlo Šahmaran. 
Šahmaran Hamam, historické lázně ve městě Tarsus, jsou spojovány s místem, kde byla Šahmaran zabita. 